# Reinhold Begas
Reinhold Begas (Berlino, 15 luglio 1831 – Berlino, 3 agosto 1911) è stato uno scultore tedesco.
Era figlio del pittore Karl Josepf Begas e fratello degli artisti Oskar, Adalbert e Karl.

## Biografia
Begas ricevette la sua prima istruzione presso lo scultore Christian Daniel Rauch. Durante un soggiorno in Italia tra il 1856 e il 1858 venne influenzato da Arnold Böcklin e Franz Lenbach, che gli mostrarono uno stile naturalistico della scultura.
Nel 1861 Begas venne nominato professore presso la scuola d'arte a Weimar, ma mantenne la nomina per pochi mesi; infatti in quel periodo venne chiamato per eseguire la statua di Schiller per il Gendarmenmarkt di Berlino. La realizzazione di questa magnifica statua, considerata tra le più belle di Berlino, accrebbe ulteriormente la sua fama di scultore. Fino al 1870, Begas dominò l'arte della scultura nel regno di Prussia, in particolare a Berlino.
Le principali opere realizzate in questo periodo sono: la colossale statua di Borussia per la Hall of Glory; la Fontana del Nettuno in bronzo sulla Schlossplatz; la statua di Alexander von Humboldt, tutti a Berlino; i sarcofagi dell'imperatore Federico III e di suo figlio Valdemaro di Prussia nel mausoleo della Chiesa della Pace a Potsdam e, infine, il monumento nazionale all'imperatore Guglielmo I, la statua di Otto von Bismarck, e molte delle statue nella Siegesallee.